# Худонская ГЭС
Худонская ГЭС (Худони ГЭС) — недостроенная гидроэлектростанция на реке Ингури в Грузии, выше Ингурской ГЭС. Входит в Ингурский каскад ГЭС. Строительство ГЭС было начато в 1979 году и остановлено в 1989 году в связи с протестами экологических движений, поддержанных общественностью, при готовности около 25-30 %. Рассматриваются проекты достройки ГЭС — в частности, в 2005 году Всемирным Банком было выделено $6 млн для проведения предпроектных работ, к концу 2009 года планировалось завершить экологическую экспертизу проекта, после чего объявить конкурс на проведение строительных работ. Сумма инвестиций, необходимых для достройки ГЭС, оценивается в $500-600 млн, сумма уже вложенных средств — в $150 млн. В настоящее время, оператором проекта Худонской ГЭС является фирма Trans Electrica, начало строительных работ намечено на апрель 2012 года.
Худонская ГЭС представляет собой приплотинную гидроэлектростанцию с арочной бетонной плотиной. Состав сооружений ГЭС:
- арочная бетонная плотина высотой 200,5 м;
- строительный тоннель;
- водоприёмник;
- турбинные водоводы;
- эксплуатационные тоннельные водосбросы;
- переброска стока реки Лахара в водохранилище;
- здание ГЭС;
- отводящий тоннель;
- КРУЭ 500 кВ.

По первоначальному проекту, планируемая мощность ГЭС — 700 МВт, среднегодовая выработка — 1660 млн.кВт·ч. В здании ГЭС должны быть установлены три гидроагрегата с вертикальными радиально-осевыми турбинами, работающих при расчётном напоре 152 м (максимальный напор — 190 м), максимальный расход через каждую турбину — 167 м³/сек. Турбины приводят в действие гидрогенераторы мощностью по 233,3 МВт. Напорные сооружения ГЭС должны образовать водохранилище полным объёмом 364 млн.м³ и полезным объёмом 223 млн.м³. Рассматриваются и другие варианты завершения строительства ГЭС, с несколько иными параметрами, в частности с плотиной высотой 170 м, мощностью ГЭС 638 МВт и среднегодовой выработкой 1445 млн.кВт·ч.